# Alan (football, 1979)
Pour les articles homonymes, voir Alan.
Alan Osório da Costa Silva, connu sous le nom de Alan, est un ancien joueur de football brésilien qui évoluait au poste de milieu de terrain.

## Palmarès
- Champion du Portugal en 2006 et 2007 avec le FC Porto
- Vainqueur de la Coupe du Portugal en 2006 avec le FC Porto
- Vainqueur de la Supercoupe du Portugal en 2006 avec le FC Porto
- Finaliste de la Ligue Europa en 2011 avec le Sporting Braga
- Vainqueur de la Coupe de la Ligue en 2013 avec le Sporting Braga